# Дилвин (Вирџинија)
Дилвин (енгл. Dillwyn) град је у америчкој савезној држави Вирџинија. По попису становништва из 2010. у њему је живело 447 становника.

## Демографија
Према попису становништва из 2010. у граду је живело 447 становника, што је 0 (0,0%) становника више него 2000. године.
| Група             | 2000.       | 2010.       |
| Белци             | 256 (57,3%) | 272 (60,9%) |
| Афроамериканци    | 177 (39,6%) | 167 (37,4%) |
| Азијати           | 0 (0,0%)    | 0 (0,0%)    |
| Хиспаноамериканци | 3 (0,7%)    | 4 (0,9%)    |
| Укупно            | 447         | 447         |